# La familia y uno más
La familia y uno más és una pel·lícula espanyola dirigida per Fernando Palacios i estrenada el 10 de setembre de 1965. Es tracta d'una comèdia seguidora d'una saga que va començar amb La gran familia.

## Sinopsi
La saga familiar de Carlos Alonso, aparellador, ha crescut fins als setze fills. Els temps han anat canviant i ha d'enfrontar-se a noves circumstàncies i situacions. L'avi ja ha mort. La seva esposa va morir en néixer l'última filla. La filla major està ja casada i el fill major va acabar els seus estudis i és arquitecte. El padrí porta una vida pel seu compte amb la seva dona i Carlos Alonso ha de fer-se càrrec de la resta amb l'ajuda dels seus fills i sobretot les seves filles majors, just quan també ell és avi i nota que les seves forces comencen a fer figa.

## Repartiment
- Alberto Closas	...	Carlos Alonso
- Julia Gutiérrez Caba...	Julia
- José Luis López Vázquez	 ...	Juan, el padrí
- Soledad Miranda...	Patricia
- Carlos Piñar	...	Antonio Alonso
- Margot Cottens...	Consuelo Aguilar
- Rosanna Yanni 	...	Ana
- Elena María Tejeiro 	...	Paula
- Elisa Ramírez	 ...	Mercedes Alonso
- Chonette Laurent	...	Luisa Alonso
- Jaime Blanch	...	Carlitos Alonso
- Víctor Valverde...	Alberto Muñoz Aguilar

## La saga La gran Familia
- La gran familia (1962), dirigida per Fernando Palacios.
- La familia y uno más (1965), dirigida per Fernando Palacios.
- La familia, bien, gracias (1979), dirigida per Pedro Masó.
- La gran familia... 30 años después (1999), dirigida per Pedro Masó.